# Dereköy, Ahmetli
Dereköy là một xã thuộc huyện Ahmetli, tỉnh Manisa, Thổ Nhĩ Kỳ. Dân số thời điểm năm 2011 là 376 người.